# Una matta voglia di donna
Una matta voglia di donna (Les baisers) è un film a episodi di coproduzione francese e italiana di genere commedia del 1964, diretto da Bernard Toublanc-Michel, Bertrand Tavernier, Jean-François Hauduroy, Claude Berri e Charles Bitsch.
Il film si articola in cinque episodi, tutti sul tema del bacio.

## Trama

### Bacio d'estate
Diane, una donna sposata, durante una gita, per una scommessa con l'amica Sophia cerca di baciare il timido Éric eludendo la sorveglianza del marito Paul.

### Bacio di Giuda
La compagna di un gangster, sentendosi tradita, cerca di incastrare il suo uomo baciandolo davanti alla centrale di polizia, ma costui, accortosi dell'inghippo, farà in modo che lei baci uno sconosciuto.

### Bacio di una sera
Jacques scommette con un amico di riuscire a baciare per una sera Thelma, una donna misteriosa. Non solo non ci riuscirà, ma Jacques avrà anche una brutta sorpresa.

### Bacio di sedicenni
Tre adolescenti, approfittando dell'assenza dei genitori, cercano di invitare a casa loro altrettante turiste straniere per baciarle e sedurle.

### Bacio caro
Antoine, un corteggiatore ingenuo, cerca l'avventura con Agata, una giovane ragazza, ma ci rimetterà il portafoglio.

## Produzione
Il titolo originale del film per la distribuzione italiana era I baci, ma in seguito venne cambiato con quello definitivo. Girato interamente a Parigi, con la sola eccezione dell'episodio Bacio d'estate, girato a Le Croisic e La Baule-Escoublac, nel dipartimento della Loira Atlantica.

## Distribuzione
Il film ebbe il visto di censura n. 42.749 dell'11 aprile 1964 per una lunghezza di 2.598 metri. In Italia ebbe la prima proiezione il 14 maggio 1964, in Francia il 25 agosto 1965. In Canada il film venne distribuito in una versione in quattro episodi, con un episodio censurato.